# ژان-فرانسوا رودریگز
ژان-فرانسوا رودریگز (فرانسوی: Jean-François Rodriguez‎؛ زادهٔ ۱۹ دسامبر ۱۹۵۷) دوچرخه‌سوار اهل فرانسه است.